# Transnovogvinejski narodi
Transnovogvinejski narodi, papuanski narodi koji govore jezicima transnovogvinejske jezične porodice ,naseljeni na području Papue Nove Gvineje i indonezijskog dijele Nove Gvineje (Irian Jaya).
Porodica obuhvaća više jezičnih skupina s ukupno 564 jezika, kojima se služe brojna papunaska plemena. Glavne skupine su 
a. Eleman s plemenima Namau koji govore jezikom purari; Toaripi; Kaki Arua'u koji govore kaki ae; Orokolo i drugi.
b. inland gulf s Ipiko ili Ipikoi; Mubami s rijeka Aramia, Guavi i Wawoi
c. Kaure iz indonezijsko dijela Papue, naseljeni jugozapadno od jezera Sentani i na rijeci Nawa; Kosare; Kapauri u selu Pagai na sjevernoj obali gornjeg toka rijeke Idenburg; Narau u regiji Kecamatan Kaureh.
d. skupina Kolopom uključuje plemene Kimaama ili Kimaghima, Riantana i Ndom, akulturirani ribarski narod s otoka Kolopom ili Frederik Hendrik u Indonezijskom dijelu Papue;
e. Madang-Adelbert Range koja uključuje govornike Madang, brojna plemena iz Papue Nove Gvineje i plemena s gorja Adelbert Range
f. Skupina molof, s plemenom Molof, Indonezija.
g. skupina Morwap s istoimenim plemenom iz regencija Jayapura i Keerom, u Indonezijskom dijelu Papue
h. skupina Nimboran, u Indonezijskom dijelu Papue
i. sjeverni u obje države: Bewani, Taikat, Waris, Tor.
j. Oksapmin, Papua Nova Gvineja
k. Pauwas, Indonezija.
l. Senagi, obje države.
m. skupina South Bird's Head-Timor-Alor-Pantar, među kojima Duriankere i plemena s južnog Bird's Head i plemena s Alora, Pantara i Timora.
n. skupina Teberan-Pawaian, Papua Nova Gvineja
o. skupina Tofanma, Indonezija
- p. Trans-Fly-Bulaka River s Kiwai. Rašireni u obje države.

q. Turama-Kikorian, Papua Nova Gvineja
r. Usku, Indonezija, u selu Usku.
s. Mek, više plemena u Indoneziji. Uključuje i Una.